# Kościół śś. Piotra i Pawła w Ried im Innkreis
Kościół śś. Piotra i Pawła (niem. Pfarrkirche Hll. Peter und Paul) – rzymskokatolicka świątynia parafialna znajdująca się w austriackim mieście Ried im Innkreis, w diecezji Linzu.

## Historia
Parafię w Ried im Innkreis wydzielono w XIV wieku z terenów parafii Mehrnbach. Obecny kształt świątynia uzyskała w latach 1720-1734, czasy gotyckie pamiętają przypory prezbiterium oraz podziemia wieży. W 1783 zlikwidowano cmentarz sąsiadujący z kościołem, tworząc obecny Kirchenplatz. W 1929 wieża została zniszczona podczas burzy. 

## Architektura
Świątynia barokowa, jednonawowa, z ośmioma kaplicami bocznymi. Każdą z nich opiekował się jeden miejscowych z cechów, który odpowiadał za jej wyposażenie. Wystrój wnętrza wykonała w większości rodzina Schwanthalerów. W prezbiterium znajduje się ołtarz główny z 1665 oraz stalle z 1669, przeznaczone pierwotnie dla członków rady miasta. Organy zostały wykonane w 1978 roku w szwajcarskim warsztacie Mathis. Wieża kościoła ma wysokość 73 metrów.

## Galeria

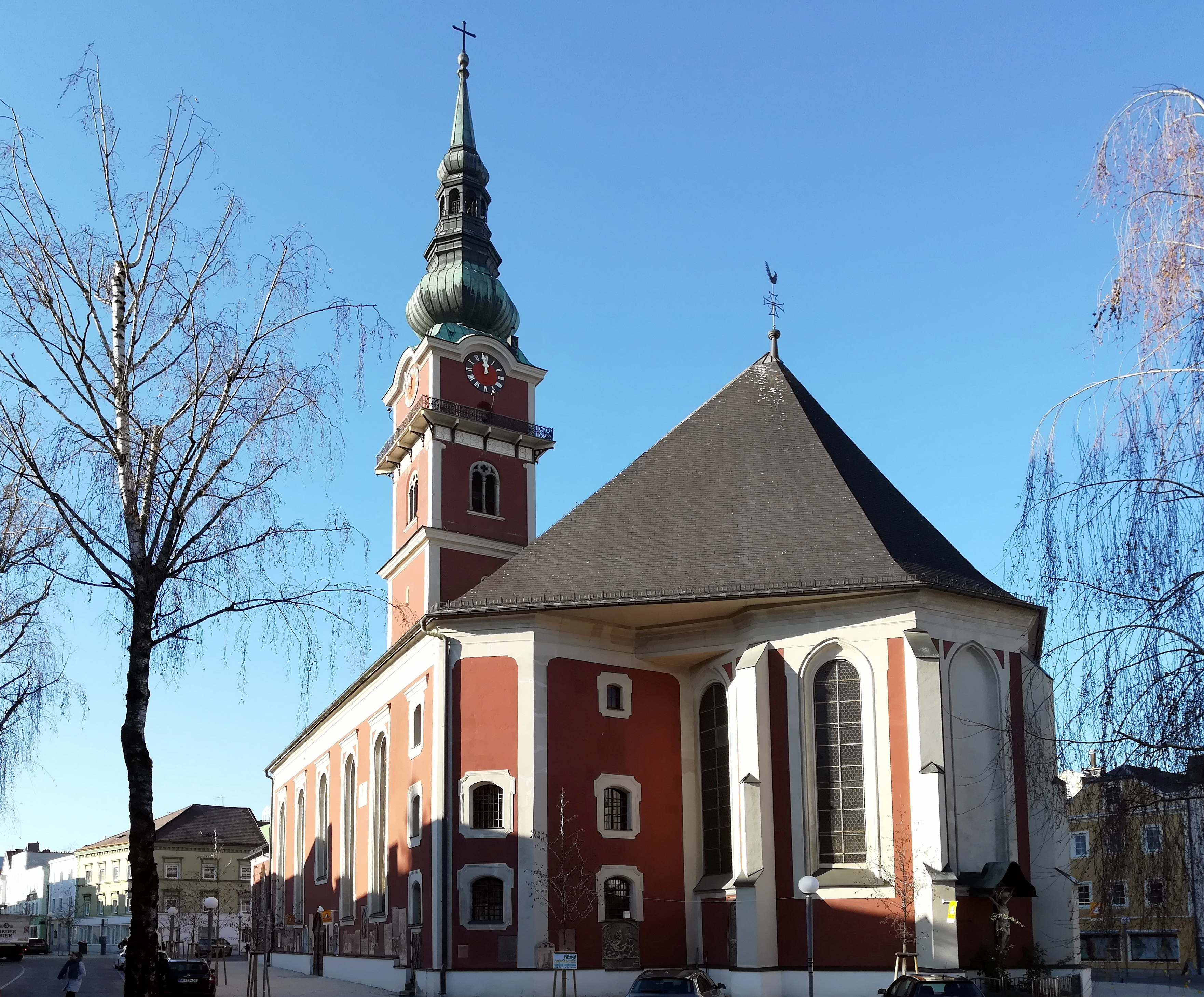
Widok ze wschodu
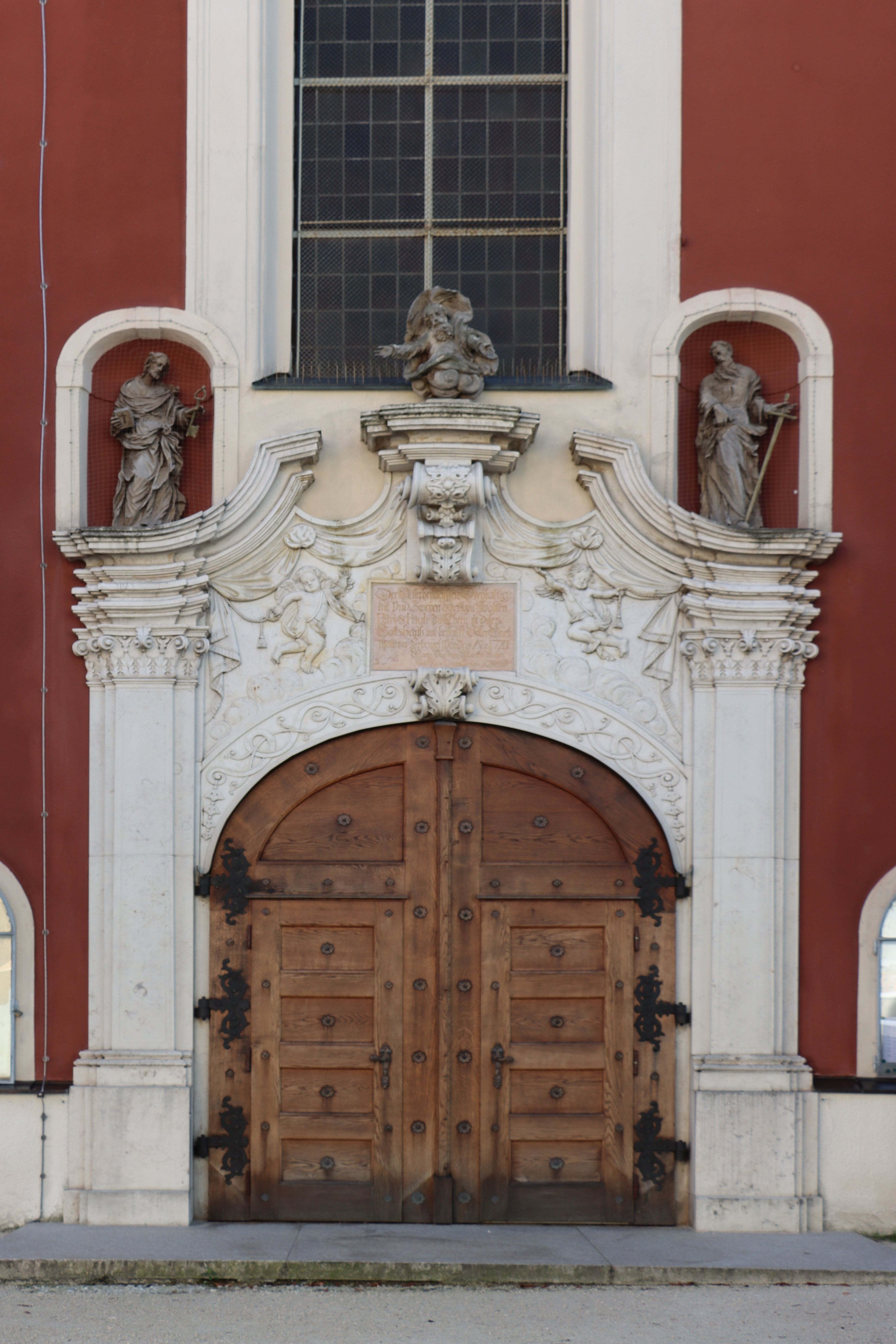
Portal północny
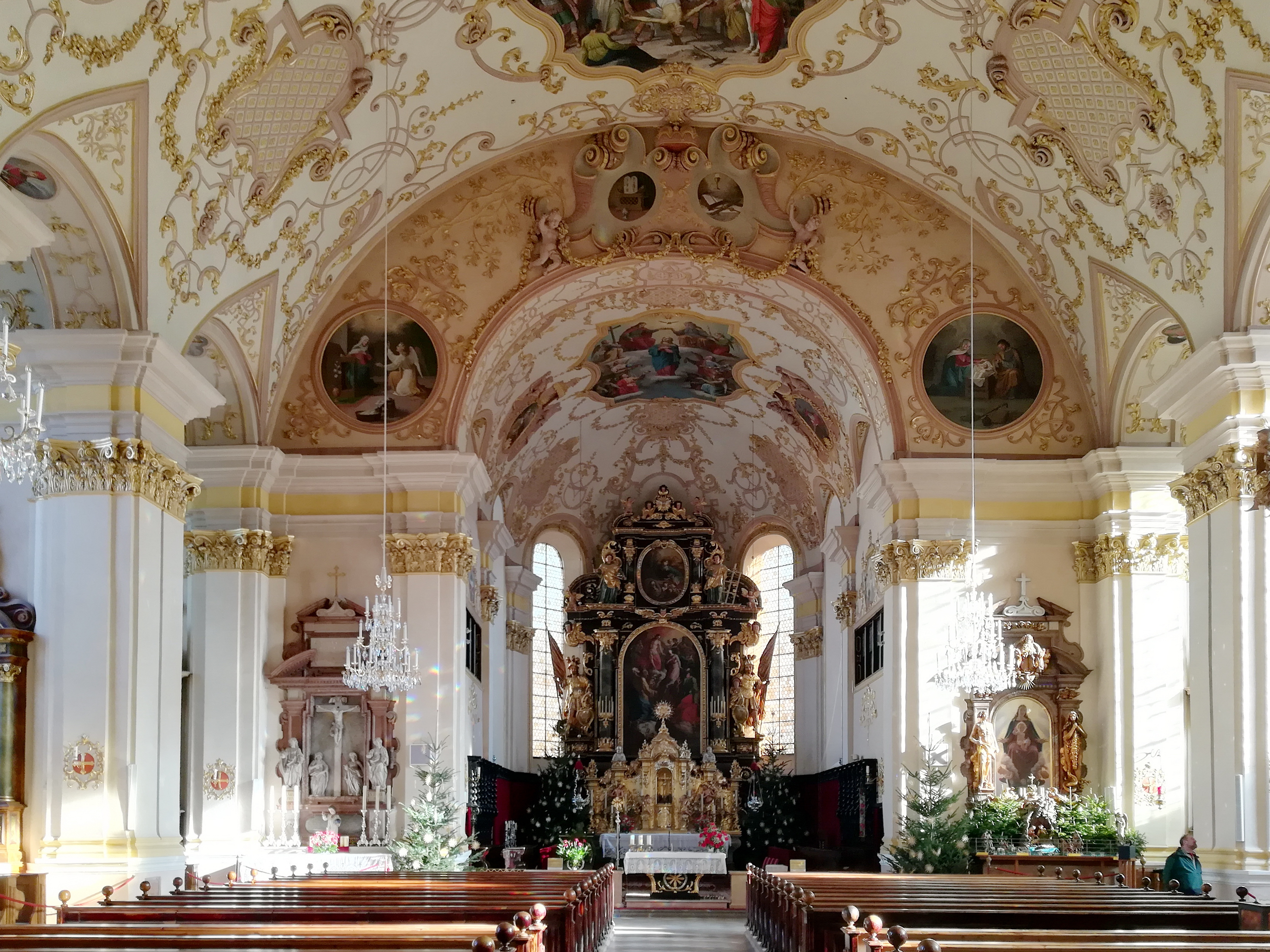
Wnętrze
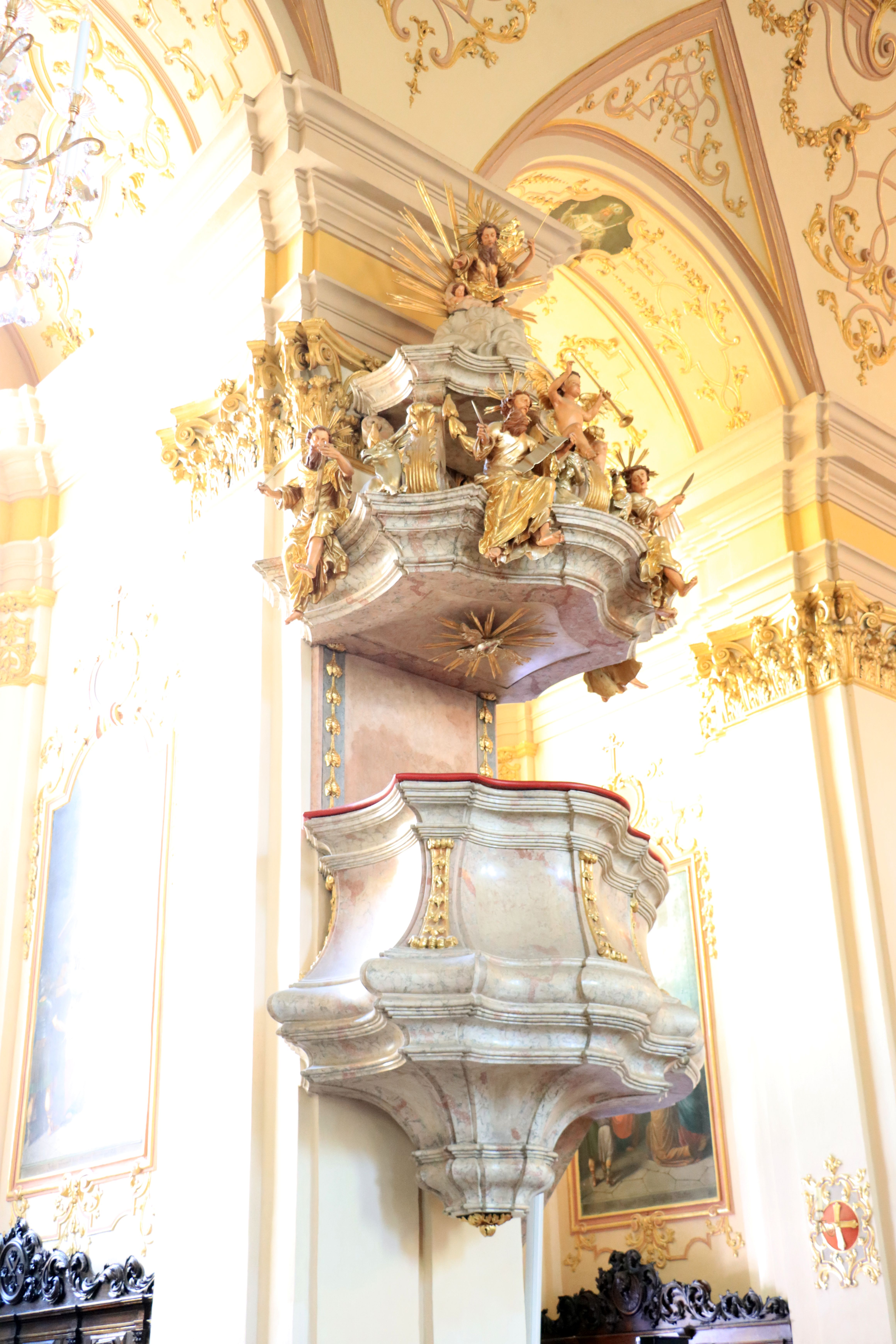
Ambona
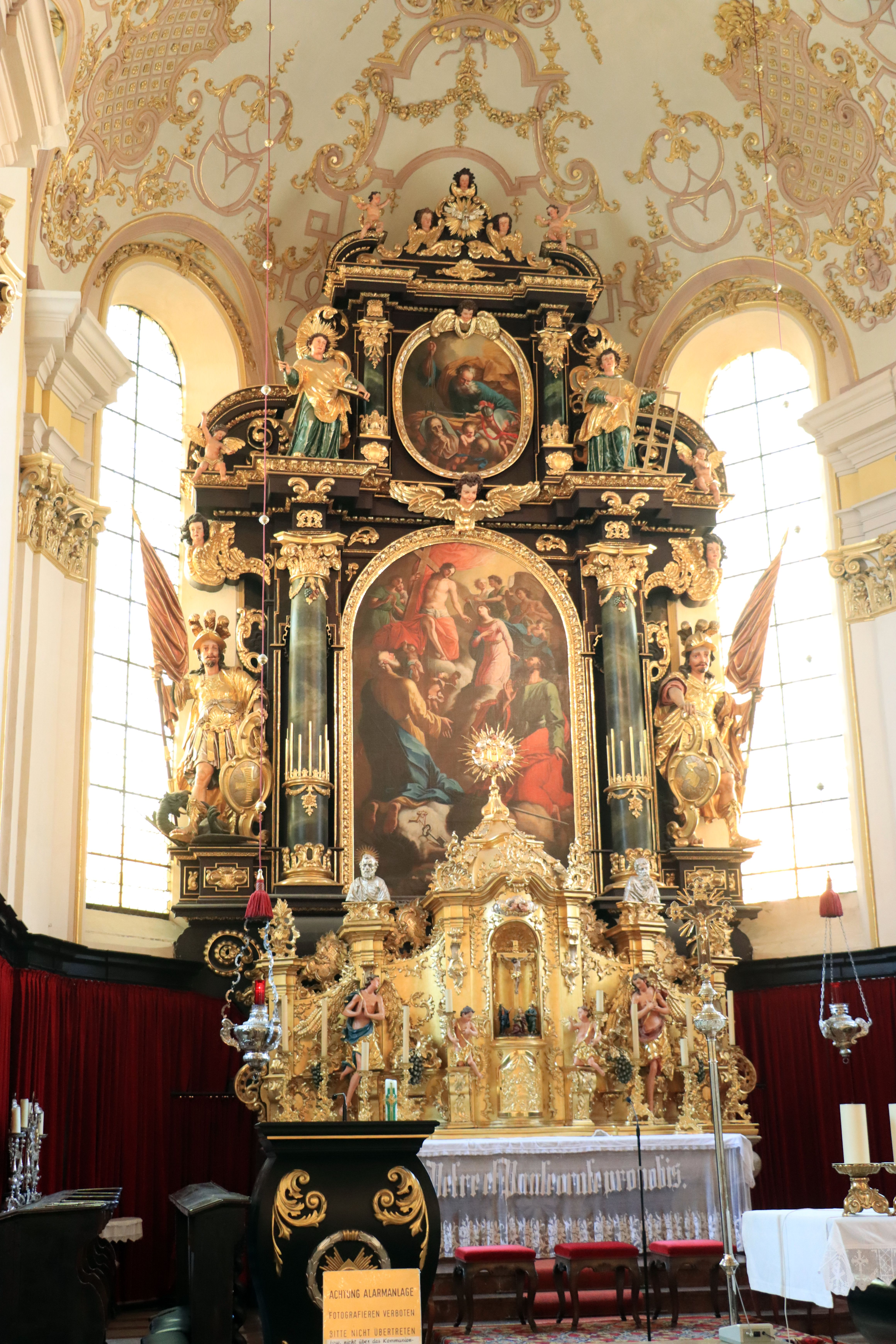
Ołtarz główny
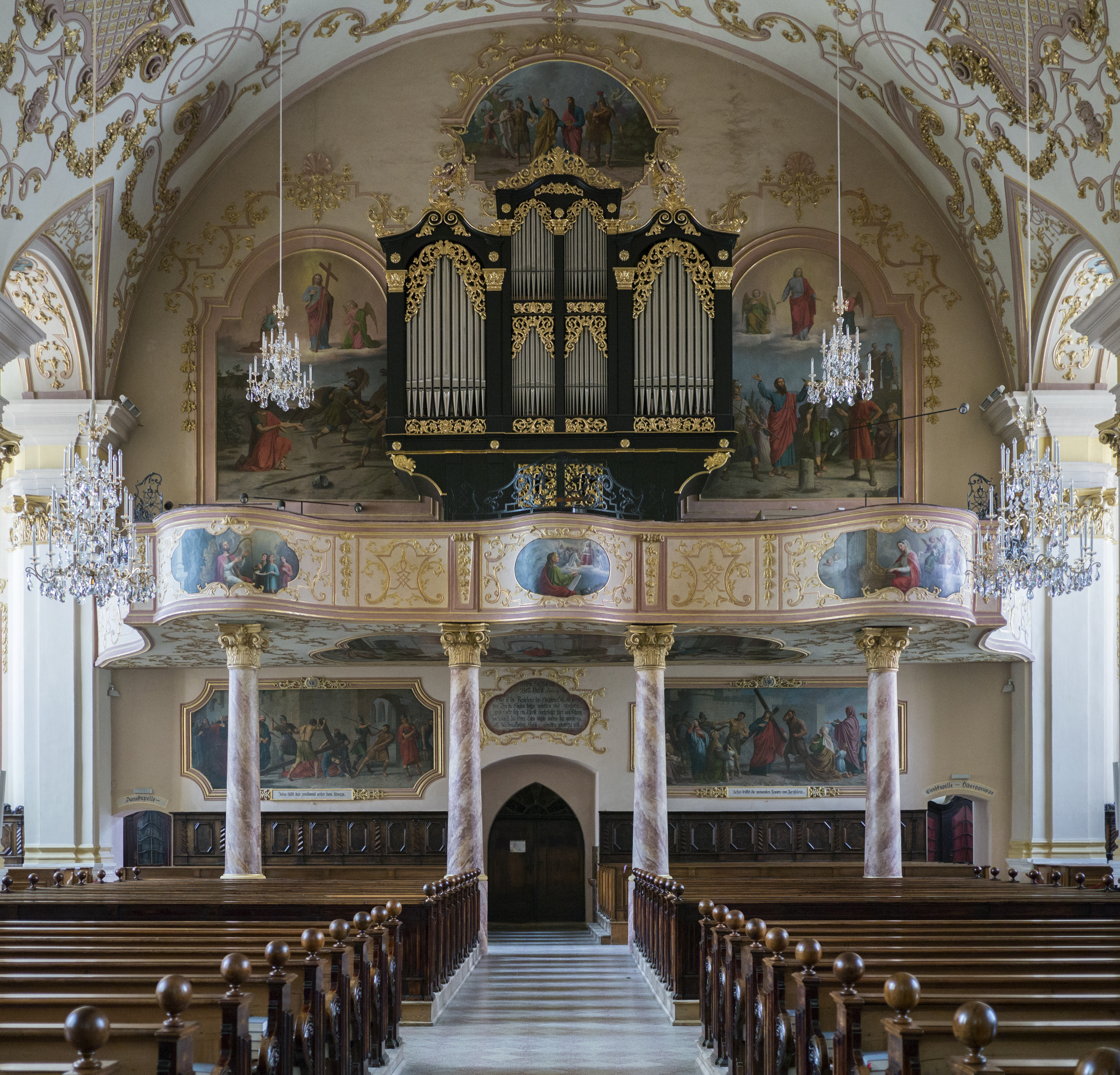
Empora organowa